# Roberto Beccantini
Roberto Beccantini (* 20. Dezember 1950 in Bologna) ist ein italienischer Sportjournalist.
Ab dem 20. August 1970 schrieb er für Tuttosport. Zum 1. März 1981 wurde Roberto Beccantini bei der La Gazzetta dello Sport angestellt. Bei der Gazzetta dello Sport war Beccantini Leiter des Ressorts für internationalen Fußball. Am 1. Februar 1992 trat er eine Tätigkeit für die Tageszeitung La Stampa an, die er am 31. August 2010 beendete.

## Veröffentlichungen
- Dizionario del calcio. Mailand 1990, ISBN 88-17-14521-1
- Juve ti amo lo stesso. Mailand 2007, ISBN 88-04-56906-9
- Juventus. Quei derby che una signora non dimentica. Scarmagno 2007, ISBN 88-8068-381-0